# Siccia pyralina
Siccia pyralina là một loài bướm đêm thuộc phân họ Arctiinae, họ Erebidae.